# Otto Smith
Den här sidan handlar om ingenjören Otto Smith. För företagaren och samlaren, se Otto Smith (samlare).
Otto Eskil Smith, född 12 juni 1879 i Nedertorneå församling, Norrbottens län, död 9 mars 1919 i Stockholm, var en svensk ingenjör. Han var son till Emil Albin Smith och Augusta Charlotta Wennerström samt ingick 1903 äktenskap med Agnes Magnell.
Smith avlade mogenhetsexamen 1896, blev elev vid Kungliga Tekniska högskolan samma år samt avlade avgångsexamen i maskinbyggnad och mekanisk teknologi 1899 och i väg- och vattenbyggnad 1901. Han var anställd hos ingenjör Johan Gustaf Richert (sedermera AB Vattenbyggnadsbyrån) i Stockholm 1901–1905, blev assistent vid Kungliga Tekniska högskolan 1904, var extra lärare i konstruktion av vattenkraftmaskiner där 1904–1905, tillförordnad chefkonstruktör av turbiner vid AB Vattenbyggnadsbyrån 1905, turbinkonstruktör hos ingenjörsfirman Fritz Egnell i Stockholm 1906–1910, överingenjör vid AB Arboga Mekaniska Verkstad 1910–1913, vid Kockums Mekaniska Verkstads AB i Malmö 1913–1915 samt överingenjör och chef för Bergsunds Mekaniska Verkstads AB i Stockholm från 1916.
Smith avled i spanska sjukan och är begravd på Norra begravningsplatsen utanför Stockholm.